# Јулија Хуњади
Јулија Хуњади де Кетељ (Беч, 26. август 1831 — Беч, 19. фебруар 1919) била је кнегиња Србије, супруга кнеза Михаила Обреновића.

## Биографија
Рођена је 1831. године у Бечу у племићкој породици Хуњади (мађ. Hunyady de Kéthely) као кћерка грофа Ференца Хуњади де Кетељија (1804—1882) и грофице Јулије Зичи де Зич ет Васонке.
Јулија Хуњади је у младости била изузетно лепа жена, а у коју се кнез Михаило јако заљубио. Удала се 20. јула/1. августа 1853. године у руској капели у Бечу за кнеза Михаила Обреновића који је у том граду живео као изгнани бивши српски кнез. Бечке новине „Пресе” су описали венчање у једном чланку. Тај догађај се одиграо у 11 часова. Назначено је да је кнез Михаило носио српску ношњу и сабљу која је била украшена дијамантима вредну 80.000 флорина, док је кнегиња имала дијамантску дијадему.

До Светоандрејске скупштине и повратка Обреновића на трон Србије 1858. године, кнез Михаило и Јулија живели су у Аустроугарској. Имали су имање „Иванка” на Дунаву које је кнез Михаило купио од кнегиње Леополдине Грасалкович де Гиарак, рођене грофице Естерхази-Еделштетен-Форхтенштајн (1776—1864). Купац је био заправо кнез Милош Обреновић, а потрошио је 230.000 ф. у сребру и приде 5.00 форинти за пренос и још 10.000 ф. за опрему и намештај. Ту су живели све до повратка у Србију. Јулија је у месту надомак двора подигла школу за женску сирочад.
Након смрти кнеза Милоша 1860. године, кнез Михаило је по други пут постао владајући кнез Србије, а Јулија кнегиња Србије. Учествовала је заједно са кнезом у јавном животу, приређивали су балове и хуманитарне вечери и лутрије на двору. Поред тога, бринула је и о Михаиловом ванбрачном сину Велимиру.
За њу је 1861. године у Саборној цркви у Београду направљен трон, трећи уз дотадашњи патријархов и кнежев, са иконом Богородице.
Српски језик учила је уз помоћ Ђуре Даничића и уз разговор са својим свекром кнезом Милошем који није познавао стране језике, а који ју је у једном писму саветовао да почне да учи српски језик. Ђуру Даничића је кнез Михаило позвао јула 1853. године да дође у Беч, где је и остао следеће три године, подучавајући кнегињу. Она је касније у Србији нормално разговарала, а чак је играла и српско коло. Са друге стране, о Михаиловом виђењу његове супруге а и о самој кнегињи, Илија Гарашанин је рекао: „Он пак задовољан је врло. Није та фрајла ни тако лепа, веле, али је васпитана и изображена девојка”.
Кнегиња Јулија је изневерила свог супруга који ју је веома волео, ступајући 1856. године у недозвољен однос са немачким кнезом  Карлом од Аренберга. За то брачно неверство кнез Михаило је сазнао тек 1861. године, из једног писма. Она и кнез Михаило су се због тога раставили „од постеље и стола” писменим споразумом 18. новембра 1865. године, без формалног развода. Тим споразумом је утврђено да јој кнез Михаило поклања своју палату у Бечу (процењене вредности од 100.000 дуката) и годишњу ренту од 5500 дуката. Јулија се тада одрекла титуле српске кнегиње задржавајући назив кнегиња Јулија Обреновић и пристајући на законе православне цркве у случају ако би кнез тражио коначан развод. Од 1865. године живела је у Бечу, одвојено од кнеза Михаила. У браку нису имали деце.
У београдском листу „Видов-дан” 1862. године излазио је као фељтон роман холандског књижевника Хенрика Консциенца. Кнегиња Јулија је са немачког на српски језик превела његово дело под називом „Слепа ружа”.
Током 1863. године заједно је са Филипом Христићем у Лондону лобирала за интересе Србије.
После убиства кнеза Михаила 1868. године кнегиња Јулија је 16. јануара 1876. године удајом за војводу Карла од Аренберга (1831—1896), који је био у сродству са аустријском царицом Елизабетом Баварском, постала војвоткиња од Аренберга и принцеза од Реклингхаузена. Са Карлом такође није имала деце.
Умрла је у Бечу 1919. године. Сахрањена је на Централном гробљу 22. фебруара исте године. Њен пепео почива у одељку са урнама који се налази на другом улазу са сигнатуром KNLH 13.

## Веза са династијамаНемањића,ЛазаревићаиБранковића
Грофица Јулија Хуњади де Кетељи, између осталих најзначајнијих племићких породица Европе, води порекло од српског кнеза Лазара Хребељановића, а преко његове жене Милице и од Немањића.
Линија њеног порекла од великог жупана Стефана Немање:
1. Велики жупан Стефан Немања, владао од 1168. до 1196.
2. Велики жупан Вукан Немањић, владао од 1202. до 1204.
3. Кнез Димитрије Немањић
4. Кнез Вратислав Немањић
5. Кнез Вратко Немањић, познатији као Југ Богдан
6. Кнегиња Милица Немањић, удата Хребељановић, умрла 1405.
7. Кнегиња Марија Лазаревић, удата Бранковић, умрла 1426.
8. Кнез Ђурађ Бранковић, деспот Србије од 1427. до 1456, живео од 1366. до 1456.
9. Кнез Стефан Бранковић, деспот Србије од 1458. до 1459, живео од 1425. до 1476.
10. Кнез Јован Бранковић, деспот од 1496. до 1502.
11. Кнегиња Марија Бранковић, удата Франкопан, умрла 1540.[11]
12. Грофица Катарина Франкопан, удата Зринска, умрла 1561.[12]
13. Грофица Катарина Зринска, удата Турзо де Бетенфалва, живела од 1548. до 1585.[13]
14. Гроф Ђорђе Турзо де Бетенфалва, палатин Мађарске, живео од 1567. до 1616. (hu:Thurzó György (nádor))
15. Грофица Барбола Турзо де Бетенфалва, удата Ердоди[14]
16. Гроф Габор Ердоди
17. Грофица Барбола Ердоди, удата Чобор де Чобор-Сентмихаљи[15]
18. Грофица Тереза-Марија Чобор де Чобор-Сентмихаљи, удата Палфи де Ердод, живела од 1669. до 1733.[16]
19. Гроф Миклош Палфи де Ердод, живео од 1699. до 1734.[17]
20. Гроф Јанош Палфи де Ердод, живео од 1728. до 1791.
21. Грофица Франциска Палфи де Ердод, удата Хуњади де Кетељи, живела од 1772. до 1827.[18]
22. Гроф Ференц Хуњади де Кетељи, живео од 1804. до 1882.[19]
23. Грофица Јулија Хуњади де Кетељи, живела од 1831. до 1919.

## Породично стабло
|  |                                  |  |  |  |  |  |  |  |  |  |  |  |  |  |  |  |
|  | 2. Ференц Хуњади де Кетељи       |  |  |  |  |  |  |  |  |  |  |  |  |  |  |  |
|  |                                  |  |  |  |  |  |  |  |  |  |  |  |  |  |  |  |
|  |                                  |  |  |  |  |  |  |  |  |  |  |  |  |  |  |  |
|  | 1. Јулија Хуњади                 |  |  |  |  |  |  |  |  |  |  |  |  |  |  |  |
|  |                                  |  |  |  |  |  |  |  |  |  |  |  |  |  |  |  |
|  |                                  |  |  |  |  |  |  |  |  |  |  |  |  |  |  |  |
|  | 3. Јулија Зичи де Зич ет Вашонке |  |  |  |  |  |  |  |  |  |  |  |  |  |  |  |
|  |                                  |  |  |  |  |  |  |  |  |  |  |  |  |  |  |  |
|  |                                  |  |  |  |  |  |  |  |  |  |  |  |  |  |  |  |

## Породица

### Први брак

#### Супружник
| име          | слика | датум рођења        | датум смрти   |
| ------------ | ----- | ------------------- | ------------- |
| Кнез Михаило |       | 16. септембар 1823. | 10. јун 1868. |

### Други брак

#### Супружник
| име               | слика | датум рођења | датум смрти |
| ----------------- | ----- | ------------ | ----------- |
| Карл од Аренберга |       |              |             |